# 栄町立酒直小学校
栄町立酒直小学校（さかえちょうりつ さかなおしょうがっこう）は、千葉県印旛郡栄町龍角寺にあった公立小学校。

## 概要
酒直、龍角寺、南部の3地区よりなる純農村地帯であったが、昭和60年代都市計画に基づく開発が進められた。酒直台地区が加わり、一時期児童数が増加したが、徐々に児童数は減少の傾向にある。
学校周辺には県立房総のむらや房総風土記の丘など社会教育施設があり、自然環境にも恵まれている。保護者の教育的要求は高く、児童の姿も農村型から都市型へと変容しつつあるが学校への協力体制は良い。生徒数減により平成27年度3月での閉校を受け、本校は平成26年度から27年3月28日の閉校式に向けて本校卒業生の現代アーティスト、シムラユウスケ氏の指揮のもと、139年の本校の歴史を繋ぐ校舎や校庭の遊具をキャンパスにアーティストと在校生がアート作品を創り、校舎を記憶の美術館にするプロジェクト「SAKANAO139 記憶美術館」を完成させた。この様子は新聞各紙、NHKほかでも数多く取り上げられ、在校生らは閉校式後にアーティストたちと800個の風船に夢を乗せ、屋上から飛ばし幻想的な景色を演出した。平成27年3月をもって安食台小学校へ統合される形で閉校。27年度の最終在校数は52名（全校）、平成27年3月31日閉校。

## 沿革
- 1902年（明治35年） - 多宝院本堂を仮校舎として酒直尋常小学校を設置。
- 1908年（明治41年）3月28日 - 酒直尋常小学校を廃校し、安食尋常高等小学校酒直分教場とする。
- 1927年（昭和2年）7月14日 - 酒直分教場新築落成
- 1947年（昭和22年）4月14日 - 国民学校を改めたことに伴い、安食町立安食小学校酒直分教場とする。
- 1949年（昭和24年）4月1日 - 安食町立安食小学校酒直分教場より安食町立酒直小学校として独立する。
- 1954年（昭和29年）11月3日 - 創立80周年。
- 1956年（昭和31年）4月25日 - 新校舎新築する。
- 1963年（昭和38年）11月23日 - 分教場より独立15周年記念式典挙行。
- 1989年（平成元年）4月1日 - 竜角寺台小学校新設に伴い、竜角寺台地区が学区より分離。
- 1995年（平成7年）11月4日 - 創立120周年（口伝より）記念式典挙行。
- 1998年（平成10年）11月7日 - 分教場より独立50周年記念式典挙行。
- 2015年（平成27年）3月31日 - 生徒数減により、栄町立安食台小学校へ統合され閉校。

## 学区
龍角寺、酒直、南部、酒直台1丁目及び酒直台2丁目の区域

## 進学
- 栄町立栄東中学校

## 出身有名人
- シムラユウスケ（アーティスト）